# Tanytarsus palettaris
Tanytarsus palettaris är en tvåvingeart som beskrevs av Verneaux 1969. Tanytarsus palettaris ingår i släktet Tanytarsus och familjen fjädermyggor. Arten har ej påträffats i Sverige. Inga underarter finns listade i Catalogue of Life.